# فاطمة العيساوي
فاطمة العيساوي (1 يناير 1990) هي ناشطة سياسية و نائب مستقلة بمجلس النواب العراقي عن محافظة النجف الأشرف[بحاجة لمصدر]12

## نشاطها السياسي
شاركت في تظاهرات تشرين العراقية عام 2019 شاركت في تأسيس حركة امتداد، هي كيان سياسي شعبي ديمقراطي يأتي امتدادا لثورة تشرين  لكنها أعلنت عن استقالتها من حركةِ إمتداد  ونشب خلاف على موعد الاستقالة